# 乔治·赫伯特·沃克三世
乔治·赫伯特·沃克三世（1931年3月16日—2020年1月19日）是一位美国商人和外交家，是小乔治·赫伯特·沃克之子，老乔治·赫伯特·沃克之孙，第41任美国总统乔治·赫伯特·沃克·布什的表弟，第43任美国总统乔治·沃克·布什的表叔，2003年至2006年任美国驻匈牙利大使。